# طاووس جکسون
طاووس جکسون (نام علمی: Papilio jacksoni) نام یک گونه از سرده فرانه‌ها است.